# 李廷美
李廷美（1427年—1516年），名鎏，字廷美，以字行，號侗庵，福建福州府闽县人，明朝政治人物，同進士出身。

## 生平
李廷美生于宣德二年（1427年）丁未十一月二十五日，年十五，授禮經于南京工部主事林清源。天顺三年（1459年），与伯兄李廷韶同中己卯科福建乡试舉人，次年联登天顺四年庚辰科（1460年）王一夔榜進士，六年（1462年）授刑部主事，与何乔新、彭韶、丘霽合称“刑部四杰”。
成化五年（1469年）升员外郎，七年（1471年）升广东广州府知府，未任，奉命审查吉安知府许聪不法之事，替他申冤，并弹劾台憲重臣诬罔，因忤权贵，被逮下诏狱，左迁衡州府通判，丁父忧归。成化十二年（1476年）服阕，復判庐州。十四年升苏州府同知，十六年復丁母鄧安人喪，二十年除服，復除原任，不久升蘇州府知府。弘治元年（1488年）被劾，致仕归。正德十一年（1516年）丙子六月二十二日卒于家，享年八十。

## 著作
著有《鸣春集》、《遺響集》。

## 墓葬
其墓在福州鼓山镇园中村潭下村，2008年3月发掘，出土墓志三块。

## 家族
系出唐郑孝王李亮之後。亮七世孫李诲官福建觀察使，因黄巢之乱避兵古田，遂定居此地。九世孫李皇臣，登宋嘉祐進士，任御史中丞，始分居福州之石井。曾祖李天乙、祖李岳俱未仕。父李升，字與登，以子貴封刑部主事。妣鄧氏，封安人。伯兄李廷韶，官欒城教谕。仲弟李廷儀，进士，历官南安府同知。季弟李廷芳，耕隐于玉田。
元配曾氏，封安人。生一子；李濙，娶林氏；先卒。孫男二：李有桐、李有梅。